# Constantin Cäsar Kellermann
Constantin Cäsar Kellermann (* 12. September 1807 in Dresden; † 6. Juli 1888 in Scheibenberg) war ein deutscher Jurist und Politiker. 

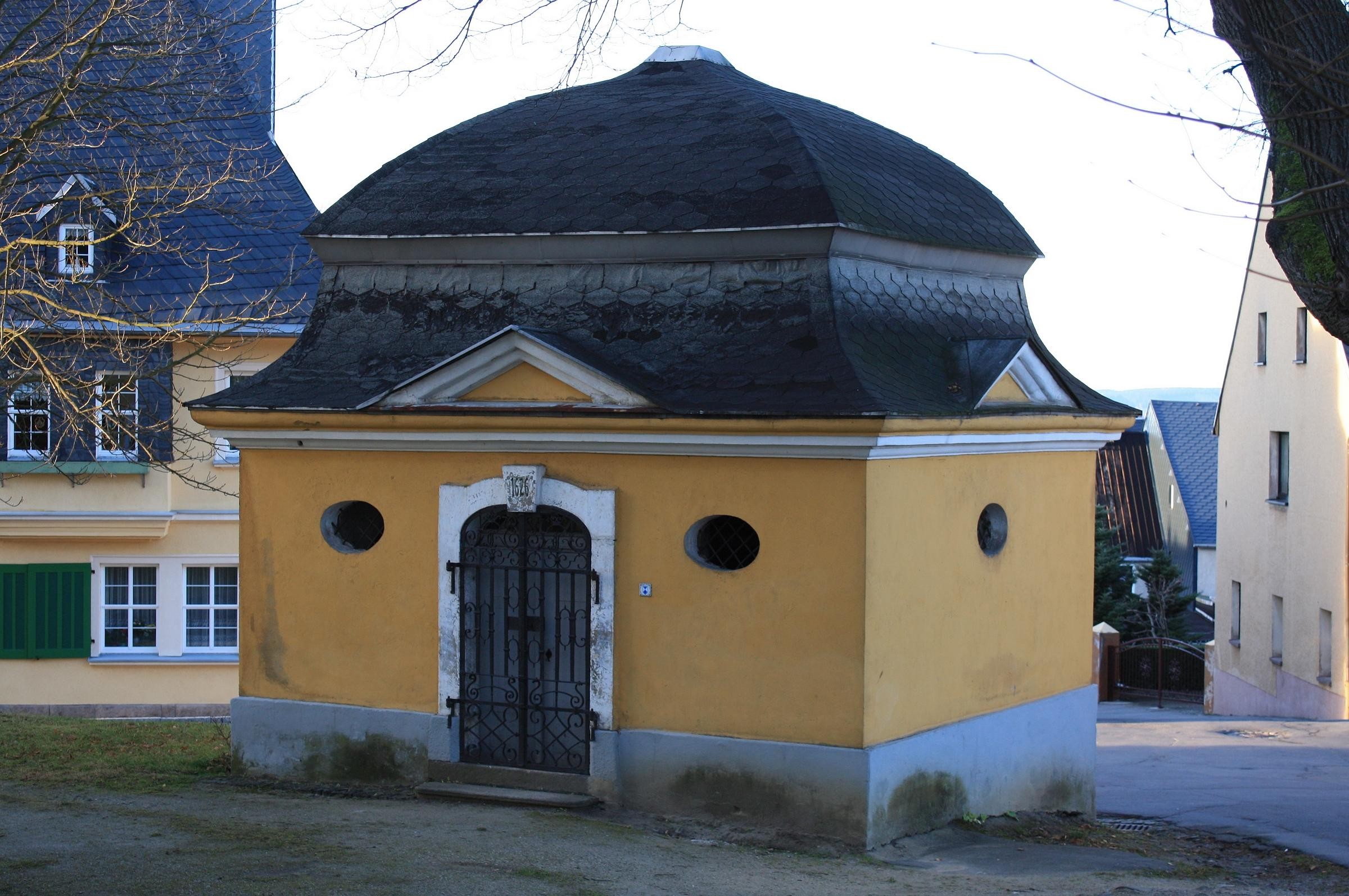
Kellermannsches Erbbegräbnis in Scheibenberg

Der aus Dresden stammende Kellermann war 1839 Stadtratsmitglied in der erzgebirgischen Kleinstadt Scheibenberg und dort Stadtrichter und Stadtschreiber. Zudem zugleich Gerichtsdirektor in Sachsenfeld mit Beierfeld und Neuwelt. Den Sächsischen Landtagen 1839/40 und 1842/43 gehörte er als stellvertretender Abgeordneter des 12. städtischen Wahlkreises an. Nach dem Aufstand der Nagelschmiede verteidigte er diese in den anschließenden Prozessen. 1849 erlangte er das Landtagsmandat im 49. Wahlbezirk. 1854 bezeichnet ihn Carl Benjamin Dietrich in seiner Scheibenberger Chronik als Advokaten, Notar, Gerichtsdirektor und Stadtschreiber. Kellermann war der letzte Knappschaftsvorstand und Scheibenberger Revierverwalter. Nach seinem Tod im Juli 1888 wurde er von Bergleuten zu Grabe getragen. Er wurde in der Gruftkapelle neben der St. Johanniskirche beigesetzt, die er in Kellermannsche Ruhestätte umbenennen ließ. 
Kellermann war mit Friederike Pauline Louise Hähnel (1819–1902) aus Scheibenberg verheiratet.